# Gerry Brand
Pour les articles homonymes, voir Brand.

a Compétitions nationales et continentales officielles uniquement.

b Matchs officiels uniquement.
Dernière mise à jour le 3 août 2015.
Gerhard Hamilton Brand dit Gerry Brand, né le 8 octobre 1906 au Cap (Afrique du Sud) et mort le 4 février 1996 dans la même ville, était un joueur de rugby à XV qui a joué avec l'équipe d'Afrique du Sud. Il évoluait au poste d'arrière. Il a évolué avec la Western Province qui dispute la Currie Cup. 

## Carrière
Il a disputé son premier test match le 21 juillet 1928 contre l'équipe de Nouvelle-Zélande. Son dernier test match fut contre les Lions britanniques, le 6 août 1938. De 1928 à 1938, il dispute 16 matchs sur les 17 consécutifs que disputent les Springboks. Les Sud-africains font une tournée en Grande-Bretagne et en Irlande en 1931-1932. Ils battent le pays de Galles 8-3 à Swansea, ils l'emportent 8-3 contre l'Irlande. Ils gagnent le 2 janvier ensuite 7-0 contre l'Angleterre. Puis ils battent l'Écosse 6-3 avec deux essais de Danie Craven et du capitaine Bennie Osler. C'est un grand chelem. 
Les Wallabies effectuent leur première tournée en Afrique du Sud en 1933 pour une série de cinq test matchs. Gerry Brand devient le buteur de l'équipe. Les Springboks gagnent la série par 3 victoires à 2. Ce sont leurs premières confrontations. En 1937, les Springboks rendent visite d'abord  aux Wallabies (2-0), puis les Springboks remportent leur série contre les All Blacks (2-1) lors d'un passage en Nouvelle-Zélande. Les All Blacks remportent le premier test match mais s’inclinent lors des deux suivants. Ils ont affaire à forte partie car cette équipe d’Afrique du Sud de 1937 est parfois décrite comme la meilleure qui ait joué en Nouvelle-Zélande. En 1938 les Lions britanniques sont en Afrique du Sud. Deux victoires et une défaite laissent une nouvelle fois les Springboks vainqueurs finaux. Gerry Brand participe au premier match seulement.

## Statistiques en équipe nationale
- 16 test matchs avec l'équipe d'Afrique du Sud
- 13 transformations, 2 drops, 7 pénalités
- Sélections par année :  2 en 1928, 2 en 1931, 2 en 1932, 5 en 1933, 4 en 1937, 1 en 1938